# Médiapszichológia
A médiapszichológia a pszichológiának az az ága, amelynek középpontjában az emberi viselkedés, a média és a technológia kölcsönhatásainak megértése áll. A médiapszichológia nem korlátozódik pusztán a tömegkommunikációra vagy a médiatartalomra; magában foglalja a közvetített kommunikáció és a médiával kapcsolatos viselkedés minden formáját, mint például a használatot, a designt, a média hatását és a megosztási viselkedést. Ez az ágazat viszonylag új tudományos terület a technológia fejlődése miatt. A kritikus elemzés és a vizsgálódás különböző módszereit alkalmazza a felhasználói megítélés munkamódjának a médiában történő kidolgozására. Ezeket a módszereket használják a társadalom egészének vizsgálatakor, valamint egyéni szinten egyaránt.
A médiapszichológusok olyan tevékenységi körébe tartozik többek között a tanácsadás, a tervezés és médiaprodukciók létrehozása olyan különböző médiákban, mint a televízió, a videójátékok, a filmek és a hírműsorok. Fontos megértenünk, hogy a médiapszichológusok nem egyenlőek azokkal a személyekkel, akik a médiában szerepelnek (pl. tanácsadó pszichológusok, pszichoterapeuták, orvosok stb.), hanem azok az emberek, akik a kutatásokat, és az ezzel kapcsolatos munkát végzik, vagy egyéb más hozzájárulást érnek el a területen.

## A médiapszichológia kialakulása
Számos tudományterülettel van átfedésben, ilyenek például a médiatanulmányok, a kommunikációs tudományok, az antropológia, az oktatás és a szociológia, nem beszélve természetesen a pszichológiáról. A médiapszichológiához kapcsolódó kutatások nagy része más tudományos és alkalmazott területeken jött létre.  Az 1920-as években a marketing-, reklám- és PR-szakemberek a fogyasztói magatartás és a kereskedelmi célú alkalmazások motivációját kutatták. A tömegtájékoztatási eszközök használata a második világháború idején a tömegkommunikációs üzenetek iránti akadémiai érdeklődést gerjesztett, és új területet hozott létre, a kommunikációs tudományt  (Lazarsfeld & Merton, 2000). A médiapszichológia területén az 1950-es években kiemelkedő szerepet töltött be, amikor a televízió népszerű lett az amerikai háztartásokban. A pszichológusok természetesen nem hagyták figyelmen kívül a jelenséget, és reagáltak a széleskörű társadalmi aggodalmakra a gyermekek televíziózási szokásaikkal kapcsolatban. Például a kutatók megpróbálták tanulmányozni a televíziózás hatását a gyermekek olvasási készségeire. Később elkezdték tanulmányozni az erőszakos tévéműsorok hatását a gyermekek viselkedésére, például a televízióban látott erőszakos viselkedés esetleges másolásáról.Ezek az események 1987-ben az  Amerikai Pszichológiai Társaság egy új részlegének létrehozását eredményezték. A 46. osztály, az úgynevezett „Media Psychology Division” (jelenleg az APA Média Pszichológiai és Technológiai Társasága),  ami az Amerikai Pszichológiai Társaság egyik leggyorsabban növekvő területe. A mai médiapszichológusok a médiának az utóbbi években felmerült régi és új formáit tanulmányozzák, ilyen például a mobiltelefon-technológia, az internet és a televízió új műfajai. A médiapszichológusok is részt vesznek az emberek befolyásolásában, és profitálhatnak olyan technológiák kialakításában, mint a kiterjesztett valóság (AR) és a virtuális valóság (VR), valamint a mobil technológiák, például a VR-nek a traumás áldozatok támogatása.

## Fontosabb szerzők
A médiapszichológia legfontosabb munkatársai közé tartozik Marshall McLuhan, Dolf Zillmann, Katz, Blumler és Gurevitch, Bernard Luskin és David Giles. Marshall McLuhan, kanadai kommunikációs filozófus, aki az 1930-as évektől az 1970-es évekig aktív volt médiaanalízis és technológia területén. 1963-ban a Torontói Egyetem elnöke kinevezte, hogy új Kulturális és Technológiai Központot hozzon létre, a technológia és a média pszichológiai és társadalmi következményeinek tanulmányozására. McLuhan híres médiapszichológiai nyilatkozata a következő volt: "A médium maga az üzenet". McLuhan híres kijelentése arra utal, hogy a média természeténél fogva veszélyes. McLuhan  "technológiai determinizmus" elmélete nagy befolyással volt a média mai szemléletére.
Dolf Zillmann fejlesztette ki az érzelem kétfaktoros modelljét. Az érzelem kétfaktoros modellje azt állítja, hogy az érzelmek pszichológiai, valamint kognitív elemekből állnak. Zillmann "ingerlés transzfer" elmélete az erőszakos média hatásain alapszik. Az elmélet szerint, a nézők arousal szintje megemelkedik, amikor agresszív jeleneteket látnak, aminek következtében ők is agresszívvá válnak a megemelkedett arousal szintnek köszönhetően.
1974-ben Katz, Blumler és Gurevitch a médiapszichológiát használat és szükségkielégítés elméletével magyarázza. A használat és szükségletkielégítés (uses and gratifications) gyűjtőnévvel emlegetett irányzat abból a vitathatatlan tényből indul ki, hogy az embereknek sokféle társadalmi, kulturális, társas és pszichológiai szükséglete van, s ezek irányítják, motiválják a viselkedésüket, így természetesen a médiahasználatukat is. „A használat és szükségletkielégítés kutatása azon szükségletek és szándékok eredetét és struktúráját igyekszik feltárni, melyek a médiát, valamint a média gyakorlatait és műfajait implikálják.

## Fordítás
Ez a szócikk részben vagy egészben  a   Media psychology című angol Wikipédia-szócikk ezen változatának fordításán alapul.  Az eredeti cikk szerkesztőit annak laptörténete sorolja fel. Ez a jelzés csupán a megfogalmazás eredetét és a szerzői jogokat jelzi, nem szolgál a cikkben szereplő információk forrásmegjelöléseként.